# Gianna Beretta Molla
Gianna Beretta Molla, född 4 oktober 1922 i Magenta i närheten av Milano i Lombardiet, död 28 april 1962 i Magenta, var en italiensk barnläkare. Hon vördas som helgon inom Romersk-katolska kyrkan. Hennes minnesdag firas den 28 april.

## Biografi
Gianna Beretta blev tidigt aktiv i den italienska organisationen Azione Cattolica och hade tankar på att bli nunna. Istället träffade hon Pietro Molla som hon gifte sig med 1955. När hon var gravid med parets fjärde barn, upptäcktes en cancersvulst i livmodern, och läkarna förordade abort för att kunna rädda Giannas liv. Hon vägrade detta och insisterade på att få föda barnet – en flicka som fick namnet Gianna Emanuela. En vecka senare avled Gianna Beretta Molla.
Hennes dotter Gianna Emanuela vittnar inte bara om hur hennes mor gav henne livet utan också hur hon fick betala det högsta priset för att hennes dotter skulle få leva.
Gianna Beretta Molla helgonförklarades den 16 maj 2004 av påven Johannes Paulus II. Hon ses av Vatikanen som ett moraliskt exempel i kampen mot abort.